# Lista de filmes e episódios da Turma da Mônica
Com a popularidade dos gibis, vários desenhos animados da Turma da Mônica foram produzidos por diversos estúdios em colaboração com a Mauricio de Sousa Produções. Após um especial de natal em 1976, quatro curtas lançados para o Super-8 em 1980, um filme reunindo quatro segmentos em 1982 e um longa-metragem contínuo em 1984, várias séries animadas, bem como outros filmes e especiais, foram exibidos na televisão e lançados em outras mídias a partir de 1986.
No Brasil, a série de animação da Turma da Mônica é transmitida pelo Cartoon Network desde 27 de junho de 2004, com o canal por assinatura frequentemente financiando e coproduzindo novas temporadas, das quais têm exclusividade por certo período. Desde 24 de dezembro de 2021, novos episódios são disponibilizados no catálogo da HBO Max, e desde 11 de agosto, estreiam em TV por assinatura pelo canal Discovery Kids. Em TV aberta, os episódios são retransmitidos pela TV Cultura desde 9 de outubro de 2017.

### Segunda Série do Cartoon Network (2012–2015)
Desde 2004, o canal Cartoon Network transmite a maior parte dos episódios produzidos nas décadas de 1980 e 1990 em sua grade de programação. Em 2009, um primeiro lote de episódios inéditos no canal foi exibido - todos já lançados a partir do volume 3 da série de DVDs Cine Gibi.
Em 2012, a MSP e o Cartoon Network renovaram a sua parceria e firmaram a criação de um novo pacote de 41 episódios, exclusivos para o canal. O primeiro episódio desta fase, Do Que Você Está Brincando?, já fora exibido em pré-estreia no dia 18 de fevereiro, mas a estreia definitiva na programação da emissora paga foi apenas partir de 2 de setembro, todos os domingos às 11 da manhã - com reprises às 19h, em blocos de uma hora mesclados a episódios antigos.
Cada episódio desta nova fase conta com pequenas histórias, que remontam o formato eternizado pelos gibis. A maior parte das histórias, como sempre, saiu diretamente dos quadrinhos, mas algumas foram desenvolvidas especialmente para o canal.
Para promover a série, a equipe de criação do Cartoon Network preparou uma campanha, com muito bom humor, que mostra os personagens do canal dando boas-vindas aos integrantes da Turma da Mônica. A campanha inclui anúncio impresso e peças para TV em que aparecem, por exemplo, o gambá Pepe Le Pew, de O Show dos Looney Tunes, prova do próprio remédio quando o cheirinho do Cascão o faz desmaiar.
Em outro spot, a comilona Magali visita os moradores do Reino Doce, de Hora de Aventura, dando a maior dor de cabeça para a princesa Jujuba. Mônica também participa de outras duas peças. Na primeira, Gumball e Darwin, de O Incrível Mundo de Gumball, fogem de Tina que, por sua vez, está sendo perseguida pela baixinha dentuça. Na outra, ela é “escalada” para manter a paz em Townsville, quando As Meninas Superpoderosas saem de férias.
A exibição de episódios inéditos desta fase concluiu-se, enfim, em 26 de outubro de 2015, após uma série de hiatos. O 41º episódio não mencionado na lista abaixo é O Príncipe Perfeito, piloto do spin-off Turma da Mônica Jovem. Diferentemente dos demais, este último foi lançado pelo Cartoon Network dividido em cinco partes, e veiculado de forma aleatória durante sua programação a partir de 19 de outubro de 2015. A exibição dos episódios finais coincidiu com as homenagens aos 80 anos de Mauricio de Sousa, comemoradas através de maratonas e especiais.

### Exibição pelo Cartoon Network (2017–2022)
Em 2016, a parceria entre a Mauricio de Sousa Produções e o Cartoon Network foi renovada com uma novidade: o canal passaria a co-produzir duas séries de animação paralelas da Turma da Mônica clássica. Os dois projetos se diferenciam em linguagem e estética, e ambicionam públicos distintos.
Em 2017, as adaptações de quadrinhos habituais da Turma da Mônica retornaram em uma temporada renovada, com 26 episódios de 7 minutos cada um. Os novos episódios são produzidos pelo Split Studio e mantém o visual e a linguagem atual da Turma da Mônica nos quadrinhos, assim como as séries anteriores. Inicialmente anunciados para estrearem em 2 de janeiro, a estreia foi adiada para 25 de fevereiro, durante a programação especial de carnaval.
Enquanto estes novos episódios tradicionais vão ao ar pelo Cartoon Network, outra série entrou em desenvolvimento. Em 26 histórias inéditas de 11 minutos, Bairro do Limoeiro seria uma reformulação da Turma da Mônica Clássica direcionada ao mercado internacional, independente do habitual formato dos quadrinhos e com público-alvo pré-adolescente. O design das revistas em quadrinhos dos anos 1970 (que chegou a ser usado nos primeiros desenhos animados da Turma) foi resgatado, e seria aliado à linguagem narrativa moderna de animação. Embora sua produção eventualmente tenha sido descontinuada, um promo de 4 minutos foi divulgado durante a Comic Con Experience de 2016 como o piloto da nova série.
Oito episódios da Terceira Série do Cartoon Network tiveram pré-estreia através do especial Surra de Sansão, exibido nos cinemas entre os dias 02 e 04 de novembro de 2018; outros dois foram lançados antes da TV pelo canal da Turma da Mônica no Youtube. Foram exibidos antes da televisão:
Surra de Sansão ainda inclui episódios de Mônica Toy e os Stories da Mônica - uma série de vídeos curtos exclusivos em que Mônica, se utilizando das mídias digitais, tenta dos mais diversos truques para entreter os espectadores. 
12 dos 13 episódios restantes da temporada foram lançados simultaneamente pela HBO Max e Cartoon Network em 23 de setembro de 2022, com exibição semanal na televisão a partir do dia 04 de outubro. No entanto, por um erro interno da plataforma de streaming, o episódio "A Melancia" foi omitido do lançamento original. Ele só foi disponibilizado ao público da HBO Max em 07 de novembro do mesmo ano, véspera de sua estreia na grade linear do Cartoon Network.

### Exibição pela TV Cultura (2017-presente)
Embora a novidade tenha sido vendida de forma superlativa como se a Turma fosse "fazer parte da programação da TV Cultura pela primeira vez na história", esta parte da informação por parte do canal é falaciosa. Houve, na verdade, um precedente anos antes. Em 2002, os personagens fizeram uma rápida aparição na TV Cultura, através de uma exibição especial de "A Estrelinha Mágica" (e dos segmentos de "O Natal de Todos Nós") na programação infantil de véspera de Natal. Naquela ocasião, TVE Brasil e Futura também fizeram a exibição especial no mesmo dia, sem grande divulgação, em horários diferentes.

### Exibição pelo SBT (2023)
Em 07 de julho de 2023, uma propaganda exibida nos intervalos da programação do SBT anunciou a estreia "na próxima semana" da Turma da Mônica dentro da sessão de desenhos Bom Dia e Cia de Férias. A exibição, entretanto, foi divulgada antes da assinatura do contrato, o que só aconteceu na quarta-feira da semana seguinte. A exibição começou um dia depois.

### Exibição pelo Discovery Kids (2025)
Uma nova temporada de episódios inéditos de Turma da Mônica (a quarta em coprodução com o Cartoon Network) foi lançada em 11 de agosto de 2025, novamente dividida em duas partes, cada uma com 13 episódios de sete minutos. No entanto, enquanto a exibição em streaming permanece na HBO Max, a plataforma de exibição em TV por assinatura passou a ser o Discovery Kids, canal que desde 2022 pertence ao mesmo grupo, por conta da fusão da Warner Bros. Discovery.

### Episódios Institucionais
Alguns episódios de Turma da Mônica foram realizados sob encomenda para instituições ou empresas, com a função de apresentarem ao público infantil informações de utilidade pública. Entre os temas abordados, figuram doação de sangue, tipos de alergia, inibição do uso de bebidas alcoólicas entre crianças e adolescentes, entre outros. O mais antigo aqui registrado, "Alergias", teve seus segmentos de animação produzidos em uma data incerta da década de 1980.
A listagem abaixo cita apenas vídeos institucionais com histórias completas que envolvam os personagens da Turma da Mônica. Apesar dessas características, eles não tiveram exibição regular em TV ou vídeo, alguns deles classificando-se como raridades.
| # | Episódio         | Data de lançamento     |
| --- | ---------------- | ---------------------- |
| 02 | "A Pele e o Sol" | 27 de setembro de 2013 |
| Mônica e Magali se esbaldam na piscina e acabam ficando vermelhas e com a pele ardida. Franjinha, então, dá uma aula às amigas explicando que, apesar de o sol fazer bem à saúde, em excesso pode trazer vários problemas, como ardor, envelhecimento precoce e até câncer. Vídeo educativo de 20 minutos de duração produzido sob encomenda para a Sociedade Brasileira de Dermatologia (SBD), para exibição pedagógica em escolas. Seu projeto também acompanha uma história em quadrinhos, do qual a animação é adaptada. |                  |                        |

## Séries derivadas

### Penadinho e Astronauta (2002)
Penadinho e Astronautam tiveram curtas lançados exclusivamente no site oficial da Turma da Mônica. Produzidos em Flash, a série chamava a atenção por testar um formato interativo: cada episódio continha três finais diferentes, que podiam ser escolhidos livremente pelo espectador. Com a reformulação do site em 2012, este conteúdo acabou retirado de circulação.

### Neymar Jr. (2014-2018)
Em paralelo a Pelezinho, os estúdios de Mauricio de Sousa também lançaram uma série de seis curtas educativos nos mesmos moldes para Neymar. A versão animada do jogador de futebol, criada um ano depois de sua revista em quadrinhos e veiculada durante a copa de 2014 pelo canal Nickelodeon, aparece em interprogramas exaltando mensagens positivas relacionadas ao universo do futebol.
Uma segunda temporada estreou em 24 de abril de 2018, com 20 episódios inéditos em exibições diárias.

### Turma da Mônica Jovem (2019-2021)
Ver Turma da Mônica Jovem

### Vamos Brincar com a Turma da Mônica (2022-2024)
Ver Vamos Brincar com a Turma da Mônica
Revelado ao público com um teaser na CCXP 2017, Vamos Brincar é, nas palavras de Mauricio de Sousa, "um programa voltado para as crianças bem pequenas, que têm a partir de dois ou três anos, e mostra, por exemplo, a Mônica aprendendo a andar e brincar sozinha e começando a formar a personalidade da Mônica dos quadrinhos que todos já conhecem."
Em 52 episódios de 7 minutos, animados em CGI 3D pelo estúdio Hype Animation, Mônica, Cebolinha, Cascão, Magali e Milena são apresentados na faixa dos 4 anos de idade, em várias brincadeiras sob supervisão do coelho Sansão. Inicialmente anunciado para lançamento nos canais pagos Gloob e Gloobinho em 2020, os primeiros episódios da produção foram disponibilizados no aplicativo Giga Gloob em 12 de outubro de 2022. Antes, um jogo para celular inspirado na série, chamado "Vamos Brincar de Cozinhar com a Magali", foi lançado em 23 de agosto de 2020.

### Astronauta (2024)
Série animada direcionada ao público adulto, serve como história de origem do personagem Astronauta, na reinterpretação do quadrinista Danilo Beyruth. Ela partilha da mesma continuidade narrativa das suas aparições anteriores nos quadrinhos: anteriormente, o personagem apareceu em seis volumes da série Graphic MSP, publicados entre 2012 e 2022.
Com animação da Birdo Studio e direção de Roger Keesse, a série foi lançada simultaneamente no streaming Max e no canal HBO a partir de 18 de outubro de 2024, com episódios semanais. Anos antes, no painel da MSP na CCXP 2017, um piloto foi apresentado ao público quando o projeto ainda estava em estágios iniciais de desenvolvimento.